# Nationalsocialistisk black metal
Nazistisk Black Metal, förkortat NSBM, är en så kallad subgenre inom den större Black metal (BM)-scenen, men med nazistiska budskap. NSBM innehåller vanligen texter som glorifierar antisemitism, esoterisk hitlerism, ariskt herravälde, krig, anti-judeokristendom och nazism. Företrädarna ser nazismen som en "logisk nästa hållplats" för den "politiska och andliga hållningen" inom Black Metal. Något som majoriteten i den vanligare, bredare och ickepolitiska/ickerasistiska BM-scenen sällan håller med om. 
Subgenren NSBM är liten, ofta motarbetad av andra subkulturella scener och även den större BM-scenen.

## Definition och kritik mot NSBM
NSBM som nazistisk rörelse och musikscen växte fram och formades av ett fåtal individer i 1990-talets Black Metal-subkultur i Norge, Tyskland och strax därefter i Östeuropa (främst Ukraina och Polen). Varg Vikernes, känd från banden Mayhem och Burzum, var en av de första frontfigurerna inom BM som tidigt var ideologiskt dragen till nazismen i privatlivet. Omkring 1992 hade Vikernes börjat blanda nazism med en militant hednisk anti-kristen hållning.
Trots att Vikernes håller det musikaliska innehållet i Burzum (som ej klassas som tillhörande NSBM) utanför politiken så har han som person inspirerat rörelsen. Tillsammans med satanister i norska BM-scenen brände Vikernes ett stort antal kyrkor (motiverade av en blandning av ungdomsrebellisk satanism och hednisk-filosofiska idéer som var starkt antikristna). Kort efter en rad kyrkbränder mördade han Øystein Aarseth av än idag omdiskuterade motiv. Aarseth var också känd som Euronymous, gitarrist i Mayhem samtidigt som Vikernes verkade som basist i bandet. Han dömdes för mord och mordbränder till 21 års fängelse. 1993, i fängelset, publicerade Vikernes sitt militanta manifest "Vargsmål" och grundade Norsk Hedensk Front som senare växte och ledde till bildandet av bland annat Allgermanische Heidnische Front (AHF) och Svensk hednisk front. Det var ett odinistiskt (odalism enligt dem själva), rasideologiskt nätverk som kom att inspirera många NSBM-grupper ideologiskt. I Tyskland vid ungefär samma tidpunkt grundades bandet Absurd av tre unga hårdrockare som mördade en jämnårig före detta vän och, likt sina norska inspirationskällor, hamnade i fängelse för mordet. Absurd blev tidigt ett renodlat nazistiskt BM-band vars ökände frontfigur Hendrik Möbus blev övertygad nazist på 1990-talet. Väl frigiven dömdes Möbus på nytt för nazistiska hatbrott och blev en av NSBM-scenens tidigaste grundare. Absurd blev ett definitionsexempel på hur en renodlad NSBM-grupp kunde låta och sjunga. I Östeuropa, främst Ukraina, Polen och Ryssland växte NSBM-genren stort vid 1990-talets mitt och blev en relativt stor och inflytelserik subgenre inom slavisk Black Metal, och slaviska NSBM-grupper bildades och släppte musik närmast som på löpande band. I Östeuropa grundade NSBM-artister nätverket "The Pagan Front", tydligt inspirerade av Vikernes original, och blandade råa tempon och riff (ibland med punkinfluenser) ofta med keyboards och melodiska inslag.
För att ett band ska kunna klassas som NSBM ska en del kriterier uppfyllas. Band som inte uppfyller dessa kriterier men har vissa referenser i låtteman till nazismen har ibland felaktigt klassats som NSBM. Exempelvis har Slayer, Mayhem och Marduk felaktigt pekats ut som influerade av NSBM, men banden själva har tillbakavisat anklagelserna och sagt att eventuella associationer till andra världskriget enbart är avsedda att chockera.
Band som ska klassas som NSBM måste i sina texter eller omslag glorifiera och hylla nazismen, och deras musikstil vara black metal. Vad som definierar just black metal är också omdiskuterat. Gemensamt för black metal-band är dock att de har distade gitarrer, sandpappersraspig sång (också känt som black metal-growl) och blixtsnabbt trummande med mycket så kallade blast beat (en vanlig utformning av ett blast beat är att virveltrumma och bastrumma spelas på samma eller alternerande slag).
Vad gäller den yttre stilen använder många NSBM-band corpsepaint och liknar den klassiska BM-stilen, medan vissa använder en mer skinhead eller "casual"-inspirerad stil. Vissa NSBM-band blandar satanism (istället för den inom subgenren vanligare hedendomen) med nazism.
NSBM kritiseras ofta då många anser att subgenren endast är ett verktyg för nazister för spridning av politisk propaganda och att musiken inte är det viktiga för artisterna och fansen.

## Ideologi
Den ideologiska komponenten hos NSBM-grupperna fokuserar på ett antal saker. Som majoriteten vanliga BM-band anser NSBM-banden ofta att kristendomen är en av deras huvudfiender. NSBM skiljer sig dock från vanliga BM-genren genom att den oftast inte är antikristen av satanistiska skäl, utan föraktar kristendomen som den föraktar judendomen, av rasideologiska och pseudoandliga skäl.
NSBM anser kristendomen vara sprungen ur judendomen och vara en "främmande tro" som "ockuperat" ursprungligen hedniska ariska länder, och ej hör hemma i dessa. NSBM anser att dessa nationers så kallade ariska folk med extrema metoder (ofta tydligt i låtbudskap om raskrig och terror som "slutgiltig lösning") ska "rensa bort" både judendomen, islam och kristendomen och åter bli hedniska.
Det finns en utbredd tro bland en stor del av anhängarna till NSBM att kristendomen i själva verket är produkten av en judisk konspiration. Syftet med denna konspiration skulle vara att eliminera den förkristna ariska kulturen (som anses vara högre stående, vackrare, naturnära och starkare) och därmed underminera arisk makt. Att kristendomens moralläror försvagar den germanska "rasen", som NSBM ofta anser borde följa socialdarwinism istället. NSBM omfamnar naturalistisk och hednisk moral med tyngdpunkten på "ära, blod och jord". Det sistnämnda i typiskt nazistiska tankegångar där man ansåg att det perfekta samhället inte är beroende av industri, utan att landet består av självförsörjande bönder. Vidare är ett flertal NSBM-grupper odalister eller odinister som anser att den hedniska uråldriga folktron/kulturen i germanska länder är germanernas sanna identitet och att germanernas ande och folksjäl finns i dessa seder, kulturer, ritualer, och så vidare. De tror även ofta att ariernas blod, enligt nazimystikens rasläror, binder dem som ras på fysiskt och andligt plan till en fosterjord, och blodet och jorden därför är "heliga".
För att försöka bevisa att arierna är övermänniskor pekar ofta NSBM-anhängare på germansk högkultur (Hochkultur), och påstår att forna högkulturer såsom perserna, sumererna och romarna alla grundlagts av arier eller har byggts på deras framgångar. Trots att det strider mot den nazistiska ideologins rashierarkier är ett stort antal av NSBM-banden från slaviska länder som Polen, Ukraina, Ryssland, och dyrkar slaviska hedniska gudar som Perun med flera, trots att nazismens rasindelningar placerade slaver i facket "undermänniskor". Men det finns konspirationsteorier som påstår att Tyskland, Polen och andra östeuropeiska länder skulle ha kunna allierat sig under andra världskriget om det inte varit för att judar, som de tror styrde Sovjet och England, ledde dessa in i krig mot Tyskland.
Ett mindre antal NSBM-band blandar satanism med fascistiska och nazistiska ideal. Grundtanken hos dessa är att Satan är en uråldrig, arisk motsats till Yahweh, den judekristna guden. Det finns dock stridigheter inom NSBM vad gäller satanismen, då många anser att Satan är en del av judendomen och kristendomens "påhittade läror".
Lyrik, bild och teman på NSBM-album kan ofta handla om allt från naturromantik, idén om ett "heligt raskrig", nostalgi för Tredje Riket, till vulgärt rashat och, inte helt ovanligt, grovt bestialiska uppmaningar om slakt och mord på judar, muslimer och kristna, men även andra för nazister klassiska hatobjekt, såsom homosexuella och icke-vita folk.

## Exempel på band inom NSBM
- Absurd
- Der Stürmer
- Thor's Hammer
- Capricornus
- Graveland
- Nokturnal Mortum
- Sigrblot
- Temnozor
- M8l8th
- Dub Buk
- Totenburg
- Ohtar
- Kataxu
- Spear of Longinus
- Goatmoon
- Baise Ma Hache
- Peste Noire